# Lasiodora subcanens
Lasiodora subcanens là một loài nhện trong họ Theraphosidae.
Loài này thuộc chi Lasiodora. Lasiodora subcanens được Cândido Firmino de Mello-Leitão miêu tả năm 1921.